# Hans-Georg Gadamer
Hans-Georg Gadamer (Marburgo, 11 de fevereiro de 1900 — Heidelberga, 13 de março de 2002) foi um filósofo alemão  considerado como um dos maiores expoentes da hermenêutica (interpretação de textos escritos, formas verbais e não verbais). Sua obra de maior impacto foi Verdade e Método (Wahrheit und Methode), de 1960, onde elabora uma filosofia propriamente hermenêutica, que trata da natureza do fenômeno da compreensão.
É considerado um dos mais importantes pensadores do século XX, tendo tido um enorme impacto em diversas áreas, da estética ao direito, e tendo adquirido respeito e reputação na Alemanha e em outros lugares da Europa que foi muito além dos limites costumeiros da academia. Os muitos ensaios, palestras e entrevistas de Gadamer sobre ética, arte, poesia, ciência, medicina e amizade, bem como referências ao seu trabalho por pensadores nesses campos, atestam a onipresença e relevância prática do pensamento hermenêutico hoje.

## Biografia
Nascido em 11 de fevereiro de 1900, em Marburgo, no sul da Alemanha, Gadamer cresceu em Breslávia, hoje na Polônia, onde seu pai foi professor de farmácia na Universidade de Breslávia, assumindo posteriormente a cadeira de Química Farmacêutica em Marburgo. Os antecedentes familiares de Gadamer eram protestantes e seu pai era severamente prussiano. Sua mãe morreu de diabetes quando Gadamer tinha apenas quatro anos e ele não tinha irmãos ou irmãs sobreviventes. Mostrando um interesse precoce em estudos humanísticos, Gadamer começou estudos universitários em Breslau em 1918 (estudando com Richard Hoenigswald), mudando-se para Marburgo com seu pai em 1919. Gadamer completou seus estudos de doutorado em Marburgo em 1922, em suas próprias palavras, "muito jovem" ", com uma dissertação sobre Platão. Nesse mesmo ano, Gadamer também contraiu poliomielite, da qual ele se recuperou lentamente, sendo que os efeitos posteriores da doença permaneceram com ele para o resto de sua vida.
Os primeiros professores de Gadamer em Marburgo foram Paul Natorp e Nicolai Hartmann. Paul Friedländer apresentou-o ao estudo filológico e Gadamer também recebeu encorajamento de Rudolf Bultmann. Foi, no entanto, Martin Heidegger (em Marburgo de 1923-1928) que exerceu o efeito mais importante e duradouro no desenvolvimento filosófico de Gadamer. Gadamer conheceu Heidegger em Friburgo em Bresgóvia no início de 1923, tendo também correspondido com ele em 1922. Embora Gadamer fosse uma figura chave no círculo de Heidegger em Marburgo, trabalhando como assistente não remunerado de Heidegger, em 1925, Heidegger tornou-se bastante crítico das capacidades e contribuições filosóficas de Gadamer. Como resultado, Gadamer decidiu abandonar a filosofia para a filologia clássica. Gadamer não estava sozinho em receber tais críticas - Heidegger também não se impressionou com Jacob Klein e estava certamente propenso a fazer julgamentos duros sobre seus alunos e colegas - mas Gadamer parece ter sido mais particularmente afetado por eles. Através de seu trabalho filológico, no entanto, Gadamer parece ter recuperado o respeito de Heidegger, passando pelo Exame do Estado em Filologia Clássica em 1927, com Friedländer e Heidegger como dois dos três examinadores, e então apresentando sua dissertação de habilitação, intitulada 'Ética Dialética de Platão', em 1928, sob a orientação de Friedländer e Heidegger. O relacionamento de Gadamer com Heidegger permaneceu relativamente próximo ao longo de suas respectivas carreiras, embora também fosse um relacionamento que mantinha uma tensão considerável, pelo menos do lado de Gadamer.
A primeira nomeação acadêmica de Gadamer foi para uma posição júnior em Marburgo em 1928, finalmente alcançando uma cátedra de nível inferior em 1937. Nesse meio tempo, de 1934 a 1935, Gadamer ocupou um cargo de professor temporário em Kiel, e então, em 1939, Diretor do Instituto Filosófico da Universidade de Lípsia, tornando-se Decano da Faculdade em 1945, e Reitor em 1946, antes de retornar ao ensino e pesquisa em Frankfurt sobre o Meno em 1947. Em 1949, ele sucedeu Karl Jaspers em Heidelberga, oficialmente se aposentando (tornando-se Professor Emérito) em 1968. Após sua aposentadoria, ele viajou extensivamente, passando um tempo considerável na América do Norte, onde foi visitante em várias instituições e desenvolveu uma associação especialmente próxima com o Boston College em Massachusetts.
Durante as décadas de 1930 e 1940, Gadamer pôde acomodar-se, embora com relutância, primeiro ao Nacional-Socialismo e depois, brevemente, ao Comunismo. Embora Gadamer não tenha sido um defensor ativo de nenhum dos regimes (ele nunca foi membro do NSDAP), tampouco atraiu a atenção para si mesmo por oposição direta, e alguns consideraram sua posição muito passiva. Em 1953, juntamente com Helmut Kuhn, Gadamer fundou a revista altamente influente Philosophische Rundschau, mas seu principal impacto filosófico não foi sentido até a publicação de Verdade e Método (Wahrheit und Methode), de 1960, a  que se seguiram diversos artigos e participação em debates, dos quais os mais renomados foram aqueles que desenvolveu junto a Hans Albert, Emilio Betti, E. D. Hirsch, Jürgen Habermas e Jacques Derrida.
Gadamer foi casado duas vezes: em 1923, com Frida Kratz (depois divorciada), com quem teve uma filha (nascida em 1926) e, em 1950, com Käte Lekebusch. Gadamer recebeu inúmeros prêmios e honras, incluindo, em 1971, o Cavaleiro da Ordem de Mérito , a maior honra acadêmica concedida na Alemanha. Permanecendo intelectualmente ativo até o final de sua vida (ele ocupava o horário regular de trabalho mesmo aos seus noventa anos), Gadamer morreu em Heidelberga em 13 de março de 2002, aos 102 anos de idade, foi portanto, um dos pensadores mais longevos da historia da filosofia ocidental.

## Verdade e Método
Originalmente intitulado por Gadamer como Traços Fundamentais de uma Hermenêutica Filosófica (Grundzüge einer philosophischen Hermeneutik), Verdade e Método é justamente isso. Seguindo a iniciativa de Heidegger de aumentar o escopo da hermenêutica além dos textos, Gadamer endossa a percepção de que os seres humanos são fundamentalmente seres que são dados à compreensão. Nossa tarefa, se quisermos realmente nos conhecer, é descobrir o que tal compreensão implica, levando em conta tanto suas possibilidades quanto suas limitações. Gadamer, no entanto, vai além de Heidegger e pergunta se esse é o caso, o que isso significa especificamente para as humanidades (Geisteswissenschaften)? A resposta de Gadamer tem componentes negativos e positivos. Negativamente, Verdade e Método critica não apenas o metodologismo e o cientificismo subjacentes à hermenêutica de Dilthey e à fenomenologia de Husserl, mas também a propensão do século XX para o positivismo e / ou o naturalismo. No entanto, em seu movimento para colocar a ciência “em seu lugar”, por assim dizer, encontra-se uma tentativa positiva de revigorar nossa apreciação da arte, mostrando não apenas como ela fala a verdade, mas também como ela serve como o paradigma da verdade. Ele argumenta não apenas que o conhecimento significativo buscado pelas humanidades é irredutível ao das ciências naturais, mas que há uma verdade mais profunda e mais rica que excede o método científico.

## Livros
- Atualidade do Belo. DIAGRAMA 14, 1985.
- Caráter Oculto Da Saúde. VOZES, 2006.
- Elogio da Teoria. EDIÇÕES 70, 2001
- Herança e Futuro Da Europa. EDIÇÕES 70, 2009.
- Hermenêutica da Obra De Arte. MARTINS FONTES 2010
- Hermenêutica em Retrospectiva. VOZES, 2010.
- Hermenêutica em Retrospectiva, IV Volumes. VOZES (2007-8).
- Ideia do Bem Entre Platão e Aristóteles. BIBLIOTECA DO PENSAMENTO MODERNA, 2009
- Mistério da Saúde. EDIÇÕES 70, 2003.
- Nova Antropologia. EPU, 1977.
- Problema Da Consciência Histórica. FGV, 2003.
- Razão Na Época Da Ciência. TEMPO BRASILEIRO, 1983.
- Verdade e Método, V.1 e 2.. VOZES, 2008. Gadamer and Erlebnis

alemão
- Kleine Schriften Tübingen, Mohr, 1967 ff.
- Gesammelte Werke. Tübingen: Mohr, 1985-1995 (10 Bände).
- Philosophische Lehrjahre, Frankfurt a.M., Klostermann, 1977, GW 10
- Selbstdarstellung, 1977, GW 2.
- Im Gespräch, mit Silvio Vietta München 2002.
- Wahrheit und Methode. Grundzüge einer philosophischen Hermeneutik. (Tübingen 1960), Unveränd. * Nachdr. d. 3. erw. Aufl. Tübingen 1975, ISBN 3-16-833912-1
- Lob der Theorie, Frankfurt a. M., Suhrkamp, 1983.
- Das Erbe Europas, Frankfurt a. M., Suhrkamp, 1989.
- Über die Verborgenheit der Gesundheit, Frankfurt a. M., Suhrkamp, 1993.
- Der Anfang der Philosophie, Stuttgart, Philipp Reclam, 1996.
- Erziehung ist sich erziehen Heidelberg 2000.
- Hermeneutische Entwürfe. Vorträge und Aufsätze Tübingen 2000.
- Platos dialektische Ethik. Phänomenologische Interpretationen zum Philebos Hamburg 2000.
- Veröffentlichtes Bild- und Tonmaterial (Hörbücher und Videokassetten)
- Hans Georg Gadamer erzählt die Geschichte der Philosophie Rom / Hamburg 2000 / 2006. (VHS / DVD)
- Von der Lust am Dialog Ein Interview und ein Gespräch über den Begriff des Kairos Berlin 2000. (2 CDs)
- Gadamer Hörbuch: Drei Rundfunkvorträge Berlin 1999. (MC)
- Autobiographie und Geschichten. Zwei Vorträge und ein Gespräch. Heidelberg 1998. (MC)
- Postmoderne und das Ende der Neuzeit? Vortrag 1992 Heidelberg 1996. (MC)
- Wahrheit und Bewusstsein. Heidelberg 1996. (MC)
- Philosophie heute: Die Kunst des Verstehens. Hans-Georg Gadamer. Hamburg 1996. (VHS)
- Die Unhintergehbarkeit der Kunst Freiburg 1996 (MC)
- Vorträge Heidelberg 1996 (MC)

espanhol
- Verdad y Método I. Fundamentos de una hermenéutica filosófica, Salamanca, Sígueme, 1977. Tr.: Ana Agud Aparicio y Rafael de Agapito.
- Verdad y Método II, Salamanca, Sígueme, 2002. Tr.: Manuel Olasagasti.
- La dialéctica de Hegel. Cinco ensayos hermenéuticos]], Madrid, Cátedra, 1988. Tr.: Manuel Garrido.
- Los caminos de Heidegger, Herder, Barcelona, 2002. Tr. y ed.: Angela Ackermann Pilári.
- El giro hermenéutico, Madrid, Cátedra, 1990.
- Antología, Salamanca, Sígueme, 2001. Prólogo del editor Jean Grondin. Tr. Constantino Ruiz-Garrido y Manuel Olasagasti.
- Mis años de aprendizaje, Barcelona, Herder, 1996. Tr.: Rafael Fernández de Maruri Duque.
- El estado oculto de la salud, Barcelona, Gedisa, 1996. Tr.: Nélida Machain.
- ¿Quién soy yo y quién eres tú?. Comentario a Cristal de aliento de Paul Celan, Barcelona, Herder, 1999. Tr.: Adan Kovacsis.
- La actualidad de lo bello, Barcelona, Paidós, 2002. Tr.: Antonio Gómez Ramos.
- El inicio de la sabiduría, Barcelona, Paidós, 2001. Tr.: Antonio Gómez Ramos.
- La educación es educarse, Barcelona, Paidós, 2000. Tr.: Francesc Pereña Blasi.
- Mito y Razón, Barcelona, Paidós, 1997. Tr.: José Francisco Zúñiga García.
- Arte y verdad de la palabra, Barcelona, Paidós, 1998. Tr.: José Francisco Zúñiga y Francisco Oncina.
- El inicio de la filosofía occidental, Barcelona, Paidós, 1995. Tr.: Joan Josep Musarra.
- Elogio de la teoría, Barcelona, Península, 2000. Tr.: Anna Poca.
- Acotaciones hermenéuticas, Madrid, Trotta, 2002. Tr.: Ana Agud y Rafael de Agapito.
- El problema de la conciencia histórica, Madrid, Tecnos, 2003. Tr.: Agustín Domingo.
- La herencia de Europa, Barcelona, Península, 2000; prologado por Emilio Lledó. Tr. Pilar Giralt.
- Historia y hermenéutica, Barcelona, Paidós, 2002, con R. Koselleck. Tr.: Ana Agud y Rafael de Agapito.
- Poema y diálogo, Barcelona, Gedisa, 1993. Tr.: Daniel Najmías y Juan Navarro.
- Estética y hermenéutica, Madrid, Tecnos, 2006. Tr.: Antonio Gómez Ramos.

inglês
- Dialogue and Dialectic: Eight Hermeneutical Studies on Plato. Trans. and ed. by P. Christopher Smith. New Haven, CT: Yale University Press, 1980.
- The Enigma of Health: The Art of Healing in a Scientific Age. Trans. John Gaiger and Richard Walker. Oxford: Polity Press, 1996.
- Gadamer on Celan: ‘Who Am I and Who Are You?’ and Other Essays. By Hans-Georg Gadamer. Trans. and ed. Richard Heinemann and Bruce Krajewski. Albany, NY: SUNY Press, 1997.
- The Gadamer Reader: A Bouquet of the Later Writings. Ed. by Richard E. Palmer. Evanston, IL: Northwestern Uiversity Press, 2007.
- Hegel's Dialectic: Five Hermeneutical Studies. Trans. P. Christopher Smith. New Haven, CT: 1976.
- Heidegger's Ways. Trans. John W. Stanley. New York, SUNY Press, 1994.
- The Idea of the Good in Platonic-Aristotelian Philosophy. Trans. P. Christopher Smith. New Haven, CT: 1986.
- Literature and Philosophy in Dialogue: Essays in German Literary Theory. Trans. Robert H. Paslick. New York, SUNY Press, 1993.
- Philosophical Apprenticeships. Cambridge, MA: MIT Press. 1985 (Gadamer's memoirs.)
- Philosophical Hermeneutics. Trans. and ed. by David Linge. Berkeley: University of California Press, 1976.
- Reason in the Age of Science. Trans. by Frederick Lawrence. Cambridge, MA: MIT Press, 1981.
- The Relevance of the Beautiful and Other Essays. Trans. N. Walker. ed. R. Bernasconi, Cambridge: Cambridge University Press, 1986.
- Praise of Theory. Trans. Chris Dawson. New Haven: Yale University Press, 1998.
- Truth and Method.  2nd rev. edition. Trans. J. Weinsheimer and D.G.Marshall. New York: Crossroad, 1989. ISBN 978-0826476975 excerpt

## Sobre Gadamer
- Arthos, John. The Inner Word in Gadamer's Hermeneutics.  South Bend, IN:  University of Notre Dame Press, 2009.
- Cercel, Larisa (ed.), Übersetzung und Hermeneutik / Traduction et herméneutique, Bucharest, Zeta Books, 2009, ISBN 978-973-1997-06-3.
- Dostal, Robert L. ed. The Cambridge Companion to Gadamer. Cambridge: Cambridge University Press, 2002.
- Dunning, Stephen. Paradoxes in Interpretation in Kierkegaard in Post/Modernity. Indianapolis: Indiana University Press, 1995.
- Code, Lorraine. ed. Feminist Interpretations of Hans-Georg Gadamer. University Park: Penn State Press, 2003.
- Coltman, Robert. The Language of Hermeneutics: Gadamer and Heidegger in Dialogue. Albany: State University Press, 1998
- Grondin, Jean. The Philosophy of Gadamer. trans. Kathryn Plant. New York: McGill-Queens University Press, 2002.
- Grondin, Jean. Hans-Georg Gadamer: A Biography trans Joel Weinsheimer. New Haven: Yale University Press, 2004.
- Lawn, Chris. Gadamer : a guide for the perplexed. (Guides for the perplexed) London: Continuum, c2006. ISBN 9780826484611
- Malpas, Jeff, Ulrich Arnswald and Jens Kertscher (eds.). Gadamer's Century: Essays in Honour of   Hans-Georg Gadamer. Cambridge, Mass.: MIT Press, 2002.
- Weinsheimer, Joel. Gadamer's Hermeneutics: A Reading of "Truth and Method". New Haven: Yale University Press, 1985.
- Wright, Kathleen ed. Festivals of Interpretation: Essays on Hans-Georg Gadamer's Work. Albany,  NY: SUNY Press, 1990.
- Malpas, Jeff, and Santiago Zabala (eds),Consequences of Hermeneutics: Fifty Years after Truth and Method, (Northwestern University Press, 2010).